# Місіс Міллс
«Місіс Міллс» («Mme Mills, une voisine si parfaite») — французька кінокомедія 2018 року, знята режисером Софі Марсо, вона ж разом з П'єром Рішаром виконала головну роль.

## Сюжет
Фільм розповідає про імпульсивну паризьку журналістку-одиначку, яка різко змінює своє життя, коли зустрічає свою нову сусідку, ексцентричну англійську вчительку англійської мови — місіс Міллс. Вона пропонує їй уроки англійської в обмін на розповіді про її бурхливе життя, що призводить до несподіваних відкриттів та змін у її житті.

## У ролях
- Софі Марсо — Елен Мерсьє
- П'єр Рішар — Альбер Дюпон/місіс Скарлетт Міллс/містер Розенберг/Леонард Хомскі
- Ніколя Воде — Едуар
- Бастьєн Угетто — Шарль
- Лена Бребан — Матильда
- Донг Фу Лінь — Мін Пей
- Гаель Закс — Стівен Бойд
- Стефан Тіссо — зберігач
- Даніель Голденберг — бібліотекар
- Стефан Берн — камео
- Патріс Кармуз — камео
- Режис Майо — камео
- Нікос Алиагас — камео (лише голос)
- Огюстен Трапенар — камео (лише голос)
- Каміль Комбаль — камео (лише голос)

## Знімальна група
- Режисер — Софі Марсо
- Сценарій — Софі Марсо
- Продюсер — Жан Коттен
- Оператор — Міріам Вінокур
- Композитор — Лоран Перес Дель Мар
- Монтаж — Веронік Ланге, Фредерік Барб